# باغ شهو (قلعة خواجة)
باغ شهو (بالفارسية: باغ شهو) هي قرية تقع في إيران في محافظة خوزستان.